# Colin Todd
Colin Todd, né le 12 décembre 1948 à Chester-le-Street (Angleterre), est un footballeur anglais, qui évoluait au poste de défenseur central et en équipe d'Angleterre.
Todd n'a marqué aucun but lors de ses vingt-sept sélections avec l'équipe d'Angleterre entre 1972 et 1977.

## Carrière de joueur
- 1966-déc. 1970 : Sunderland
- jan. 1971-déc. 1978 : Derby County
- jan. 1979-déc. 1979 : Everton
- jan. 1980-1982 : Birmingham City
- 1982-déc. 1983 : Nottingham Forest
- jan. 1984-1984 : Oxford United
- 1984-déc. 1984 : Whitecaps de Vancouver
- jan. 1985-1985 : Luton Town

## Palmarès

### En équipe nationale
- 27 sélections et 0 but avec l'équipe d'Angleterre entre 1972 et 1977.

### Avec Derby County
- Vainqueur du Championnat d'Angleterre de football en 1972 et 1975.
- Vainqueur du Charity Shield en 1975.
- Vainqueur de la Texaco Cup en 1972.

### Avec Oxford United
- Vainqueur du Championnat d'Angleterre de football D2 en 1985.

## Carrière d'entraineur
- mars 1990-1991 :  Middlesbrough FC
- 1995-sep. 1999 :  Bolton Wanderers FC
- 2000-oct. 2000 :  Swindon Town FC
- oct. 2001-jan. 2002 :  Derby County FC
- 2004-fév. 2007 :  Bradford AFC
- 2007-déc. 2008 :  Randers FC
- 2009-sep. 2009 :  Darlington FC 1883
- 2012-2016 :  Randers FC
- 2016-déc. 2016 :  Esbjerg fB